# Boa Bima
Pour les articles homonymes, voir Boa (homonymie) et Bima (homonymie).
Boa Bima est une localité du Cameroun, située dans l'arrondissement de Mundemba, le département du Ndian et la Région du Sud-Ouest.

## Population
Le village comptait 49 habitants en 1953, 90 en 1968-1969, 20 en 1972, principalement des Bima du groupe Oroko.
La localité n'apparaît pas dans les résultats du recensement de 2005, mais, lors d'une étude de terrain de 2011, sa population est créditée de 28 personnes.